# Haworthia magnifica
Haworthia magnifica ist eine Pflanzenart der Gattung Haworthia in der Unterfamilie der Affodillgewächse (Asphodeloideae).

## Beschreibung
Haworthia magnifica wächst stammlos und langsam sprossend. Die ausgebreiteten, gestutzten Laubblätter bilden eine Rosette mit einem Durchmesser von bis zu 8 Zentimeter. Die Blattspreite ist dunkelgrün bis purpurfarben. Die Endfläche ist zwischen den Adern leicht durchscheinend. Der Blattrand ist rau bis fein bedornt. Auf der Blattoberfläche befinden sich kleine leicht vorstehende Warzen.
Der schlanke Blütenstand erreicht eine Länge von bis zu 40 Zentimeter und besteht aus 15 bis 20 weißen, bräunlich geäderten Blüten, von denen nur wenige gleichzeitig geöffnet sind. Die Spitzen der äußeren Perigonblätter sind gequetscht.

## Systematik und Verbreitung
Haworthia magnifica ist in der südafrikanischen Provinz Westkap verbreitet.
Die Erstbeschreibung durch Karl von Poellnitz wurde 1933 veröffentlicht.
Nomenklatorische Synonyme sind Haworthia maraisii var. magnifica (Poelln.) M.B.Bayer (1976, unkorrekter Name ICBN-Artikel 11.4) und Haworthia retusa var. magnifica (Poelln.) Halda (1997).
Es werden folgende Varietäten unterschieden:
- Haworthia magnifica var. magnifica
- Haworthia magnifica var. acuminata (M.B.Bayer) M.B.Bayer
- Haworthia magnifica var. atrofusca (G.G.Sm.) M.B.Bayer
- Haworthia magnifica var. dekenahii (G.G.Sm.) M.B.Bayer
- Haworthia magnifica var. splendens J.D.Venter & S.A.Hammer

## Nachweise